# Brachycephalus sulfuratus
Brachycephalus sulfuratus é uma espécie de anfíbio anuro da família Brachycephalidae.  Está presente no Brasil.